# Coirós

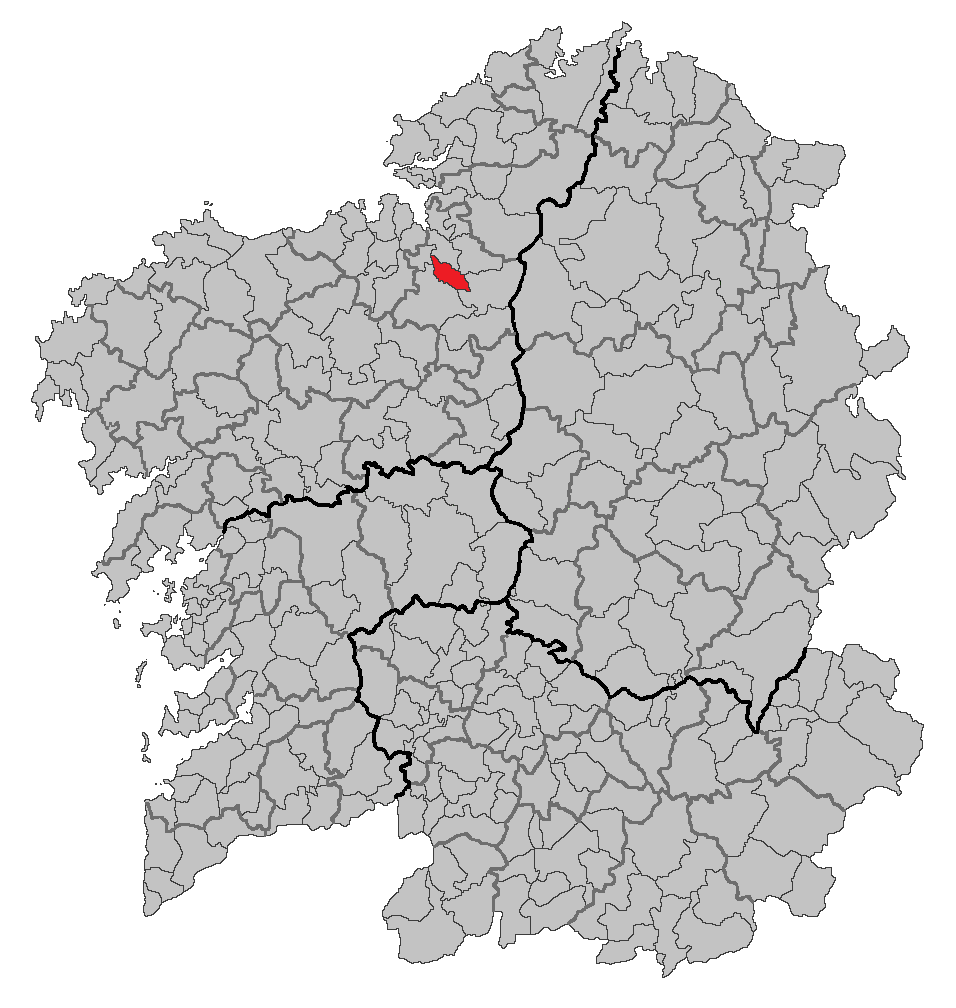
Localização de Coirós

Coirós é um município da Espanha na província 
da Corunha, 
comunidade autónoma da Galiza, de área 32,39 km² com 
população de 1660 habitantes (2007) e densidade populacional de 48,44 hab/km².

## Demografia
| Variação demográfica do município entre 1991 e 2004 | Variação demográfica do município entre 1991 e 2004 | Variação demográfica do município entre 1991 e 2004 | Variação demográfica do município entre 1991 e 2004 |
| --------------------------------------------------- | --------------------------------------------------- | --------------------------------------------------- | --------------------------------------------------- |
| 1991                                                | 1996                                                | 2001                                                | 2004                                                |
| 1597                                                | 1565                                                | 1576                                                | 1650                                                |